# 1992 100 legnagyobb slágere
Ez a lista a Billboard magazin első Hot 100 dalát tartalmazza 1992-ből.
| Helyezés | Szám                                     | Előadó                              |
| -------- | ---------------------------------------- | ----------------------------------- |
| 1        | End of the Road                          | Boyz II Men                         |
| 2        | Baby Got Back                            | Sir Mix-a-Lot                       |
| 3        | Jump                                     | Kris Kross                          |
| 4        | Save the Best for Last                   | Vanessa L. Williams                 |
| 5        | Baby-Baby-Baby                           | TLC                                 |
| 6        | Tears in Heaven                          | Eric Clapton                        |
| 7        | My Lovin' (You're Never Gonna Get It)    | En Vogue                            |
| 8        | Under the Bridge                         | Red Hot Chili Peppers               |
| 9        | All 4 Love                               | Color Me Badd                       |
| 10       | Just Another Day                         | Jon Secada                          |
| 11       | I Love Your Smile                        | Shanice                             |
| 12       | To Be With You                           | Mr. Big                             |
| 13       | I’m Too Sexy                             | Right Said Fred                     |
| 14       | Black or White                           | Michael Jackson                     |
| 15       | Achy Breaky Heart                        | Billy Ray Cyrus                     |
| 16       | I’ll Be There                            | Mariah Carey                        |
| 17       | November Rain                            | Guns N’ Roses                       |
| 18       | Life Is a Highway                        | Tom Cochrane                        |
| 19       | Remember the Time                        | Michael Jackson                     |
| 20       | Finally                                  | CeCe Peniston                       |
| 21       | This Used to Be My Playground            | Madonna                             |
| 22       | Sometimes Love Just Ain't Enough         | Patty Smyth                         |
| 23       | Can’t Let Go                             | Mariah Carey                        |
| 24       | Jump Around                              | House of Pain                       |
| 25       | Diamonds and Pearls                      | Prince and the New Power Generation |
| 26       | Don't Let the Sun Go Down on Me          | George Michael és Elton John        |
| 27       | Masterpiece                              | Atlantic Starr                      |
| 28       | If You Asked Me To                       | Celine Dion                         |
| 29       | Giving Him Something He Can Feel         | En Vogue                            |
| 30       | Live and Learn                           | Joe Public                          |
| 31       | Come & Talk to Me                        | Jodeci                              |
| 32       | Smells Like Teen Spirit                  | Nirvana                             |
| 33       | Humpin' Around                           | Bobby Brown                         |
| 34       | Damn I Wish I Was Your Lover             | Sophie B. Hawkins                   |
| 35       | Tell Me What You Want Me to Do           | Tevin Campbell                      |
| 36       | Ain't 2 Proud 2 Beg                      | TLC                                 |
| 37       | It's So Hard to Say Goodbye to Yesterday | Boyz II Men                         |
| 38       | Move This                                | Technotronic                        |
| 39       | Bohemian Rhapsody                        | Queen                               |
| 40       | Tennessee                                | Arrested Development                |
| 41       | The Best Things in Life Are Free         | Luther Vandross és Janet Jackson    |
| 42       | Make It Happen                           | Mariah Carey                        |
| 43       | The One                                  | Elton John                          |
| 44       | Set Adrift on Memory Bliss               | P.M. Dawn                           |
| 45       | Stay                                     | Shakespear's Sister                 |
| 46       | 2 Legit 2 Quit                           | MC Hammer                           |
| 47       | Please Don't Go                          | KWS                                 |
| 48       | Breakin' My Heart (Pretty Brown Eyes)    | Mint Condition                      |
| 49       | Wishing on a Star                        | Cover Girls                         |
| 50       | She's Playing Hard to Get                | Hi-Five                             |
| 51       | I'd Die Without You                      | P.M. Dawn                           |
| 52       | Good for Me                              | Amy Grant                           |
| 53       | All I Want                               | Toad The Wet Sprocket               |
| 54       | When a Man Loves a Woman                 | Michael Bolton                      |
| 55       | I Can't Dance                            | Genesis                             |
| 56       | Hazard                                   | Richard Marx                        |
| 57       | Mysterious Ways                          | U2                                  |
| 58       | Too Funky                                | George Michael                      |
| 59       | How Do You Talk to an Angel              | The Heights                         |
| 60       | One                                      | U2                                  |
| 61       | Keep on Walkin'                          | CeCe Peniston                       |
| 62       | Hold on My Heart                         | Genesis                             |
| 63       | The Way I Feel About You                 | Karyn White                         |
| 64       | Beauty and the Beast                     | Celine Dion és Peabo Bryson         |
| 65       | Warm It Up                               | Kris Kross                          |
| 66       | In the Closet                            | Michael Jackson                     |
| 67       | People Everyday                          | Arrested Development                |
| 68       | No Son of Mine                           | Genesis                             |
| 69       | Wildside                                 | Marky Mark and the Funky Bunch      |
| 70       | Do I Have to Say the Words?              | Bryan Adams                         |
| 71       | Friday I'm in Love                       | The Cure                            |
| 72       | Everything About You                     | Ugly Kid Joe                        |
| 73       | Blowing Kisses in the Wind               | Paula Abdul                         |
| 74       | Thought I'd Died and Gone to Heaven      | Bryan Adams                         |
| 75       | Rhythm Is a Dancer                       | Snap                                |
| 76       | Addams Groove                            | MC Hammer                           |
| 77       | Missing You Now                          | Michael Bolton                      |
| 78       | Back to the Hotel                        | N2Deep                              |
| 79       | Everything Changes                       | Kathy Troccoli                      |
| 80       | Have You Ever Needed Someone So Bad      | Def Leppard                         |
| 81       | Take This Heart                          | Richard Marx                        |
| 82       | When I Look Into Your Eyes               | Firehouse                           |
| 83       | I Wanna Love You                         | Jade                                |
| 84       | Uhh Ahh                                  | Boyz II Men                         |
| 85       | Real Love                                | Mary J. Blige                       |
| 86       | Justified and Ancient                    | The KLF                             |
| 87       | Slow Motion                              | Color Me Badd                       |
| 88       | What About Your Friends                  | TLC                                 |
| 89       | Thinkin' Back                            | Color Me Badd                       |
| 90       | Would I Lie to You?                      | Charles & Eddie                     |
| 91       | That's What Love Is For                  | Amy Grant                           |
| 92       | Keep Coming Back                         | Richard Marx                        |
| 93       | Free Your Mind                           | En Vogue                            |
| 94       | Keep It Comin'                           | Keith Sweat                         |
| 95       | Just Take My Heart                       | Mr. Big                             |
| 96       | I Will Remember You                      | Amy Grant                           |
| 97       | We Got a Love Thang                      | CeCe Peniston                       |
| 98       | Let's Get Rocked                         | Def Leppard                         |
| 99       | They Want EFX                            | Das EFX                             |
| 100      | I Can't Make You Love Me                 | Bonnie Raitt                        |